# Sarmin (nahija)
Nahija Sarmin (ar. ناحية سرمين‎) je nahija u okrugu Idlib, u sirijskoj pokrajini Idlib. Po popisu iz 2004. (prije rata), nahija je imala 14.530 stanovnika. Administrativno sjedište je u naselju Sarmin.